# Infrared Space Observatory
Das Infrared Space Observatory (ISO) war ein Weltraumteleskop  der ESA für den Infrarotbereich von 2,4–240 µm. Als Weltraumobservatorium oberhalb der Erdatmosphäre konnte ISO zwischen 1995 und 1998 Himmelsobjekte auch bei Wellenlängen untersuchen, die vom Erdboden aus durch die Absorption der Atmosphäre nicht beobachtbar sind. ISO bewegte sich in einer hochexzentrischen Erdumlaufbahn mit einer Umlaufzeit von 24 Stunden.

## Aufbau
ISO wurde von der europäischen Weltraumorganisation ESA mit kleineren Beiträgen der NASA und des japanischen Raumforschungsinstituts ISAS  (seit 2003 Teil von JAXA) entwickelt. Das ISO-Teleskop hatte einen Hauptspiegeldurchmesser von 60 cm und war zur Unterdrückung seiner eigenen Wärmestrahlung mit flüssigem Helium gekühlt.
Die vier Beobachtungsinstrumente wurden von Konsortien aus verschiedenen europäischen Ländern beigetragen:
- die Infrarotkamera ISOCAM, die mit zwei Detektoren von je 32 mal 32 Bildelementen den Wellenlängenbereich 2,5–17 µm abdeckte
- das Photopolarimeter ISOPHOT für den Wellenlängenbereich 2,5–240 µm
- das Kurzwellenspektrometer SWS für den Wellenlängenbereich 2,4–45 µm
- das Langwellenspektrometer LWS für den Wellenlängenbereich 45–197 µm.

## Missionsverlauf
ISO wurde am 17. November 1995 um 1:20 Uhr UTC mit Arianespace Flug V 80 an Bord einer Ariane 44P vom Centre Spatial Guyanais in eine Umlaufbahn zwischen 500 und 71.850 km Höhe mit 5,25° Äquatorneigung gestartet. ISO veränderte dann vor dem Beginn der Beobachtungen seine Bahn in eine Umlaufbahn zwischen 1.038 und 70.578 km Höhe mit 5,2° Äquatorneigung und 24 Stunden Umlaufzeit.
Der nominelle Betrieb des Satelliten dauerte bis zur Erschöpfung des Kühlmittels am 8. April 1998. Danach konnte bei nur mehr passiver Kühlung mit einigen der Detektoren noch bis zum 10. Mai 1998 weiterbeobachtet werden. ISO führte insgesamt über 26.000 Beobachtungen im Auftrag von über 500 Astronomenteams aus. Kurz bevor ISO am 16. Mai 1998 abgeschaltet wurde, wurde die Bahnhöhe verringert, um den Wiedereintritt zu beschleunigen.

## Ergebnisse
ISO konnte auf die Ergebnisse der IRAS-Mission, insbesondere deren Himmelsdurchmusterung, aufbauen. Trotz gleicher Teleskopgröße wie IRAS war ISO durch die weiterentwickelten Instrumente und die ausgeprägten spektroskopischen Fähigkeiten sehr viel leistungsfähiger für die Untersuchung einzelner Objekte. Zu den wichtigsten Entdeckungen, die ISO zur Infrarotastronomie beitrug, gehören:
- Entdeckung von Wasser in einer Vielzahl von Objekten, von Planeten unseres Sonnensystems bis zu fernen Galaxien
- Moleküle, Eisverbindungen und chemische Prozesse im interstellaren Medium und in der Umgebung von Sternen
- Bestimmung der Energiequellen von Infrarotgalaxien
- Entdeckung von Infrarotgalaxien bei einer Rotverschiebung von 1, die zu dieser früheren Entwicklungsstufe des Universums wesentlich häufiger waren als heute.

## Technische Daten
|                         | ISO                                        |
| Startmasse              | 2498 kg                                    |
| Kryostat                | 2250 l suprafluides Helium-4, Temp. 1,8 K. |
| Höhe                    | 5,3 m                                      |
| Durchmesser oder Breite | 2,3 m                                      |
| Spiegeldurchmesser      | 60 cm                                      |
| Einsatzdauer            | ca. 2 Jahre und 7 Monate                   |
| Bahn                    | Erdumlaufbahn 1038 – 70.578 km hoch        |
| Trägerrakete            | Ariane 44P                                 |
| Startdatum              | 19. November 1995                          |
| Missionsende            | 16. Mai 1998                               |